# Gliese 754
Gliese 754 is een rode dwerg met een schijnbare magnitude van 12,23 met een spectraalklasse van M4.5V. De ster bevindt zich 19,27 lichtjaar van de zon.